# 美幌バイパス
美幌バイパス（びほろバイパス）は北海道網走郡美幌町から網走郡大空町に至る国道39号のバイパス道路。北海道横断自動車道網走線に並行する一般国道の自動車専用道路として整備された。
全区間通行無料となっている。
高速道路ナンバリングによる路線番号は、「E61」が割り振られている。

## 概要
美幌高野ICから分岐し、美幌町市街地の北側を直線的に抜けて女満別空港に至る。これは、美幌市街の混雑緩和や女満別空港から周辺へのアクセス向上を目的に設置されているためである。
美幌バイパスの開通により女満別空港へのアクセスが向上し、北見市方面から女満別空港へ向かう空港連絡バスなどもバイパス経由で空港へ向かうようになった。
道路計画としては端野高野道路や北見道路、十勝オホーツク自動車道と接続し、北海道横断自動車道網走線として網走市までつなぐ道路になる予定である。

### 路線データ
- 起点：北海道網走郡美幌町字高野（美幌高野IC）[2]
- 終点：北海道網走郡大空町女満別中央（女満別空港IC）[2]
- 延長：7.9 km[2]
- 規格：第1種第2級[2]
- 設計速度：100 km/h[2]
- 道路幅員：暫定12.0 m[2]
- 車線幅員：3.5 m[2]
- 車線数：暫定2車線[2]

## 歴史
- 2000年（平成12年）11月3日：美幌高野交差点（現・美幌高野IC） - 美幌IC間が開通。
- 2005年（平成17年）7月3日：美幌IC - 女満別空港IC間開通により全線開通[4]。

## インターチェンジ
- 全区間北海道内に所在。
- IC番号欄の背景色が■である区間は既開通区間に存在する。施設欄の背景色が■である区間は未開通区間または未供用施設に該当する。

| 施設名                 | 接続路線名                               | 起点から の距離  | 終点から の距離  | 備考             | 所在地               | 所在地           |
| E61 端野高野道路       | E61 端野高野道路                         | E61 端野高野道路 | E61 端野高野道路 | E61 端野高野道路 | E61 端野高野道路     | E61 端野高野道路 |
| ---------------------- | ---------------------------------------- | ---------------- | ---------------- | ---------------- | -------------------- | ---------------- |
| 美幌高野IC             | 国道39号（現道）                         | 0.0              | 7.9              |                  | オホーツク総合振興局 | 網走郡美幌町     |
| 美幌IC                 | 国道39号（現道） 道道122号北見端野美幌線 | 3.2              | 4.7              |                  | オホーツク総合振興局 | 網走郡美幌町     |
| 女満別空港IC           | 道道1168号女満別空港インター線           | 7.9              | 0.0              |                  | オホーツク総合振興局 | 網走郡大空町     |
| E61 女満別空港網走道路 |                                          |                  |                  |                  |                      |                  |

## 路線状況

### 主要構造物
- 美禽こ道橋（みどりこどうきょう）
- 美幌大橋

### 交通量
24時間交通量（台） 道路交通センサス
| 区間                    | 平成17（2005）年度 | 平成22（2010）年度 | 平成27（2015）年度 | 令和3（2021）年度 |
| ----------------------- | ------------------ | ------------------ | ------------------ | ----------------- |
| 美幌高野交差点 - 美幌IC | 4,546              | 3,580              | 3,468              | 3,533             |
| 美幌IC - 女満別空港IC   | 4,854              | 4,551              | 4,689              | 4,562             |

（出典：「平成22年度道路交通センサス」・「平成27年度全国道路・街路交通情勢調査」・「令和3年度全国道路・街路交通情勢調査」（国土交通省ホームページ）より一部データを抜粋して作成）
- 令和2年度に実施予定だった交通量調査は新型コロナウイルス感染症の影響で延期され[5]、翌年度に実施された。